# Еммануїл Кріарас
Еммануїл Кріарас (грец. Εμμανουήλ Κριαράς; 28 листопада 1906 — 22 серпня 2014) — грецький філолог і лексикограф XX століття, професор-емерит філософського факультету Аристотелевого університету в Салоніках.

## Біографія
Кріарас народився 28 листопаді 1906 року в Піреї, в родині, що походила з острова Крит. Перші дитячі роки прожив на острові Мілос.
У 1914 році сім'я переїхала в Ханья (на острові Крит), де він закінчив гімназію. У 1924 році він вступив на філософський факультет Афінського університету, який закінчив в 1929 році. З 1930 по 1950 рік працював в Середньовічному архіві Афінської академії, спочатку в якості співробітника, а з 1939 року в якості директора.
Одночасно зі своєю роботою в Середньовічному архіві, він продовжив своє навчання в 1930 році, поїхав в Мюнхен, отримавши стипендію Афінської академії, щоб отримати інформацію по теоретичних і технічних питаннях лексикографії в середовищі, де почав складатися Thesaurus Linguae Latinae.
У періоди 1938—1939 і 1945—1948, уже будучи професором, виїхав на перепідготовку в Париж, в перший раз його предметом стала візантиністика, а в другій — «порівняльна граматологія».
Свій професорський титул отримав у 1938 році в Афінському університеті, за роботу Дослідження про джерела Еротокрита.
У 1948 році він був кандидатом на кафедру нової грецької філології філософського факультету Аристотелевого університету Салонік, яку однак зайняв Лінос Політіс. Двома роками пізніше, він був обраний на посаду постійного викладача середньовічної грецької філології в тому ж університеті. В македонській столиці він викладав в основному середньовічну літературу, іноді середньовічну (візантійську) грецьку історію, новогречеську літературу, а й Загальну і Порівняльну граматологію, оскільки завдяки його діям був створений у 1965 році перший — і довгі роки єдиний в Греції — автономний факультет Загальної і Порівняльної граматології. Викладацька робота Кріараса була перервана у січні 1968 року, коли Чорні полковники вирішили звільнити його з університету через його демократичні переконання.
Після відходу з університету він рішуче звернувся до складання Словника середньовічної грецької народної літератури (1100-1669) (рішення про складання словника було прийнято ним 1956).
Його дружина, тоді викладачка в «Промисловому училищі Салонік» (нині Університет Македонії), Катерина Стріфту-Кріара, на якій він одружився в 1936 році, померла 1 травня 2000 року.
Сам Криарас помер 22 серпня 2014 року у віці 107 років.
Згідно із заповітом похований на батьківщині предків у місті, де він прожив юнацькі роки, в місті Ханья на острові Крит.

## Наукова робота
П. Зіогас пише про Кріараса як про найпродуктивнішого грецького вченого гуманітарія. Зіогас писав у 2008 році: «Якщо брати до уваги параметр кількість публікацій Кріараса, то ми прийдемо до наступних висновків. З приблизно 20 тисяч сторінок відомих робіт Кріараса, переважна більшість належить лексикографії (понад 8,5 тисяч сторінок), слідують граматологія (приблизно 6 тисяч), композиції (більше 3 тисяч), епістолярії (приблизно 1,5 тисяч сторінок), і нарешті суто лінгвістичні, які налічують близько 900 сторінок».
З понад 1000 статей і приблизно 60 книжок, виданих Кріарасом окремо, насамперед слід відзначити його роботи про Психариса, Соломоса і Паламаса, видання старовинних текстів нової грецької літератури (Панорії Хортаціса, театральних текстів Петроса Кацаїтіса та ін), різні дослідження про димотікізме і головне 14 перших томів Словника середньовічної грецької народної літератури (1100—1669) (який у міжнародних лексикографічних колах отримав ім'я Словник Кріараса). У 1997 році з особистих причин Кріарас залишив складання словника і передав свій лексикографічний архів в Центр грецької мови [Архівовано 6 грудня 2019 у Wayback Machine.] в македонській столиці. Центр продовжує роботу над архівом і видав 15-й (2006), 16-й (2008) і 17-й (2011) томи Словника, а також двотомну збірку перших 14 томів, який доступний в інтернеті.
Іншою лексикографічною роботою Кріараса став Словник сучасної грецької народної мови, письмової та усної виданий в 1995 році.

## Димотикизм
Кріарас не усамітнився в своїй науковій роботі. Як він заявляв у своєму інтерв'ю в 2002 році: «Вчений ... має популяризувати свою науку. Я прагнув до цього все своє життя, особливо після 1974 року, коли в нашій країні була відновлена Демократія. Вчений повинен бути і дослідником, і вчителем, і популяризатором».
Кріарас був вірний ідеології димотикизма ще зі шкільної лави, з 1923 року, і боровся всіма засобами за своє мовне кредо. Значним був його внесок у визнання димотики офіційною мовою грецької держави так і у введенні монотонічного наголосу, замість давньої, з давнини до другої половини 20-го століття, політонічної системи наголосу.
Законом 309/23.1.76 уряд Костянтина Караманліса, в якому міністром освіти був Георгіос Ралліс, вирішив прийняти димотику у сфері освіти й адміністративного правління.
В той період в школи надійшла книга граматики димотики, яка ґрунтувалася на Новогречеській граматиці Маноліса Тріандафіллідіса. Граматика Тріандафіллідіса, надрукована в 1941 році, для використання в системі освіти потребувала скорочення та приведення її у відповідність з освітньою і мовною реальністю.
Цю роботу взяв на себе комітет, членом якого став і Кріарас. Декількома роками пізніше, в період 1981—1982, уряд Андреаса Папандреу прийняв два додаткових рішення: перше, складати всі закони на димотиці і переписати на димотику основні судові кодекси і, друге, заснувати монотонічну систему наголосів. Кріарас був головою «комітету двадцяти», який зробив цю важку роботу, переписати юридичні кодекси, а також головою комітету, який запропонував вид монотоническої системи.
У роки після введення димотики й до самої своєї смерті Кріарас і далі захищав демотичну мову. Він часто писав статті, намагаючись вирішувати  мовні проблеми, і пропонуючи рішення. Одночасно він намагався залучити широку публіку до розв'язання конкретних мовних проблем, за допомогою телевізійних передач (П'ятихвилинки) на грецькому державному телебаченні ЕРТ (Грецька корпорація телерадіомовлення) з 1985 по 1987 рік.

## Нагороди
Багатосторонній внесок професора в гуманітарні науки був визнаний як у Греції, так і за її межами.
Грецьке королівство та Грецька республіка нагородила Кріараса командорськими хрестами ордену Фенікса (двічі), ордену Георга I і ордену Пошани.
Франція зробила його кавалером ордену Почесного легіону, а Італія — командором ордену «За заслуги перед Італійською Республікою».
У 1977 році у Відні він був нагороджений німецьким фондом Alfred Toepfer Stiftung F. V. S. Премією Гердера.
Він був також нагороджений грецьким фондом Гуландріса (за роботу про Діонісіоса Соломоса), призом «Георгіос Фотінос» Афінської академії (за видання Панорії), та ін.
Кріарас був, крім іншого, почесним головою Грецького товариства Загальної та Порівняльної граматології, Всегрецького союзу філологів, почесним членом Центру грецької мови і Візантійського інституту Візантійських і Новогрецьких досліджень. Одночасно, він був членом Афінської академії, й іноземним членом римської Аркадської академії і сицилійської Академії в Палермо. У 2006 році, з нагоди його столітнього ювілею, він був нагороджений Салонікським Аристотелевим університетом його найвищою почесною нагородою, «Золотим Аристотелем».
У тому ж році він був проголошений почесним професором факультету зв'язку і засобів масової інформації Афінського університету.
На парламентських виборах 2009 року він був включений у список кандидатів від партії Всегрецький соціалістичний рух. На зустрічі з новим прем'єр-міністром Георгіосом Папандреу, Кіиарас попросив скасувати викладання давньої грецької мови в гімназії, зазначаючи, що «одночасне викладання нової і давньої форм грецької мови в дійсності вносить сум'яття, в результаті чого більшість учнів у мовному плані залишаються безграмотними».